# ニック・グリフィン
ニック・グリフィン（Nicholas John "Nick" Griffin、1959年3月1日 - ）は、イギリスの政治家。極右政党であるイギリス国民党（BNP）党首で、現在は欧州議会議員（北西イングランド地区選挙区選出）も務める。ケンブリッジ大学卒業。
白人至上主義政党であるイギリス国民戦線ではロベルト・フィオレと共に活動していたが、党との意見の相違などを理由に離党した後（フィオレとの親交はこれ以降現在まで続いている）1995年にBNPに入党。1999年より党首を務める。移民排斥を訴えることなどで勢力を拡大したBNPは2009年の欧州議会議員選挙では6%の得票数を確保し、BNPはグリフィン他1名が当選を果たした。同年10月、BBCテレビの討論番組「クエスチョンタイム」に出演したが、これに反対する約500人がBBCの放送センター前で抗議活動を行う程であった。
ホロコースト否定発言などで合計3度告訴され、このうち一つは有罪とされ懲役9ヶ月の実刑を受けている。このため、反ユダヤ主義者と見られているが、近年は批判の矛先をイスラム教徒の移民に向けており、上記のBBCの討論番組では、イスラエル国防軍によるガザ攻撃を支持するなど、イスラエルの生存権を認める発言をしている。
なおグリフィンは30歳の時に事故で左目を失明し、現在は義眼をはめ込んでいる。